# Take Me Out
Take Me Out (kurz TMO, englisch „führ mich aus“, aber auch „nimm mich [aus dem Spiel] heraus“) ist eine deutsche Dating-Show, die seit Januar 2013 auf RTL mit bislang zehn Staffeln ausgestrahlt wurde. Moderiert wurde die Sendung von 2013 bis 2021 von Ralf Schmitz, seit 2021 ist Jan Köppen dessen Nachfolger. Die Sendung basiert auf der australischen Show Taken Out.

## Konzept
Während einer Sendung werden drei Männer vorgestellt. Jeder versucht in drei Runden, 30 Single-Frauen von sich zu überzeugen und ein anschließendes Date mit einer von ihnen zu erreichen. Die Frauen entscheiden innerhalb der drei Runden, ob der Mann ihnen gefällt oder nicht. Falls nicht, drückt die Frau auf einen Buzzer und ist damit für ein Date nicht mehr zu haben. Nach jeder Runde befragt der Moderator einige Frauen, aus welchen Gründen sie an dem Mann nicht oder weiter interessiert sind.
Haben nach den drei Runden mehr als zwei Frauen nicht gebuzzert, muss der Mann sich für zwei Frauen entscheiden und darf nun seinerseits auf den Buzzer überzähliger Frauen drücken. Den beiden verbliebenen Frauen stellt der Mann eine Frage und wählt nach den Antworten sein Date. Wie die Dates in den anfänglichen Staffeln in einem Restaurant, in den späteren in einer Stretchlimousine – verlaufen sind, wird in Einspielern der gleichen – anfänglich der nächsten – Sendung gezeigt.
Haben vor dem Ablauf von Runde drei alle Frauen gebuzzert, muss sich der Mann ohne Date verabschieden. Hat nur eine Frau nicht gebuzzert, bekommt sie automatisch das Date. Ihre Stelle nimmt eine neue Single-Frau ein.

## Ablauf

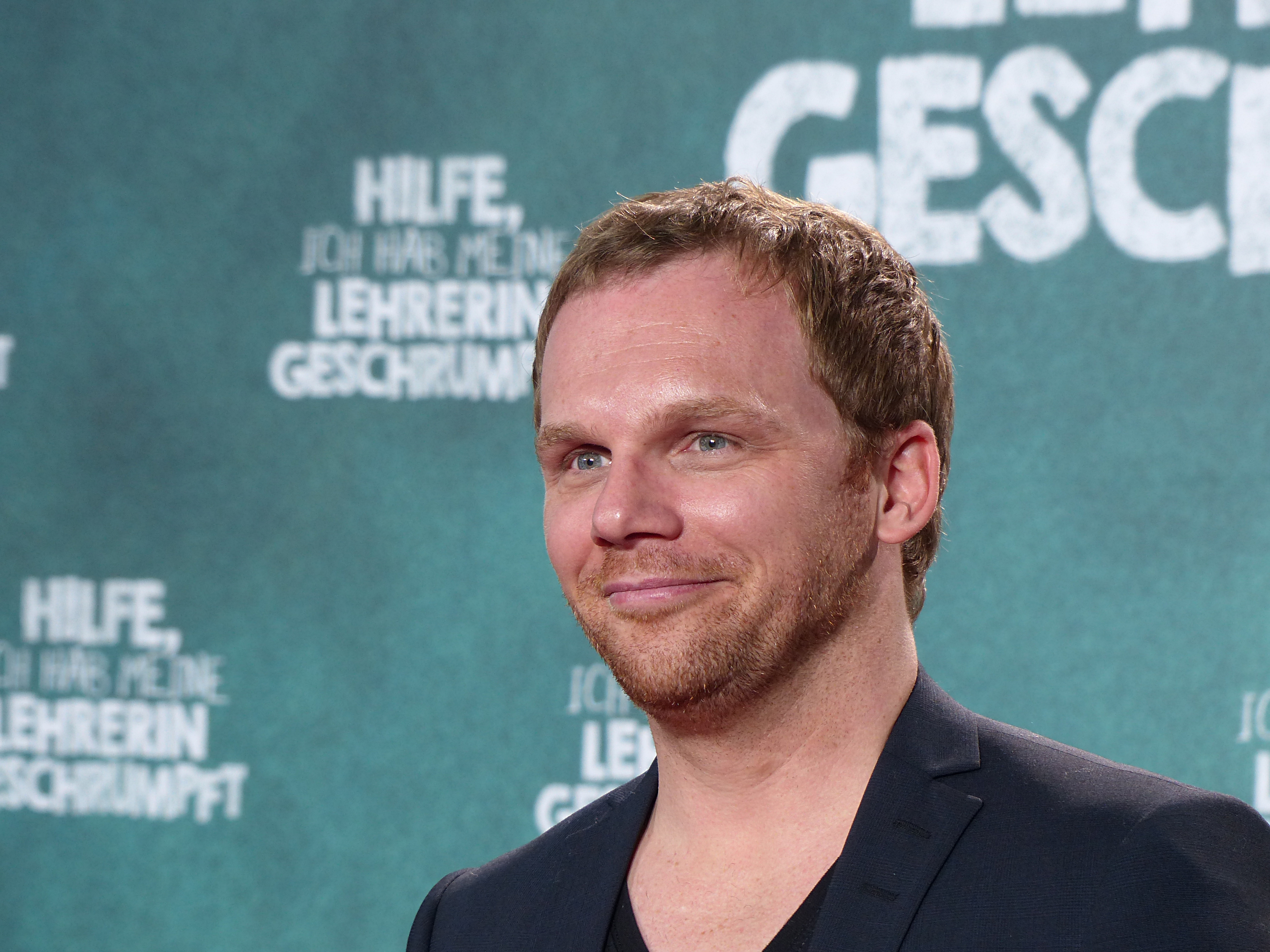
Ralf Schmitz moderierte die Sendung bis 2021

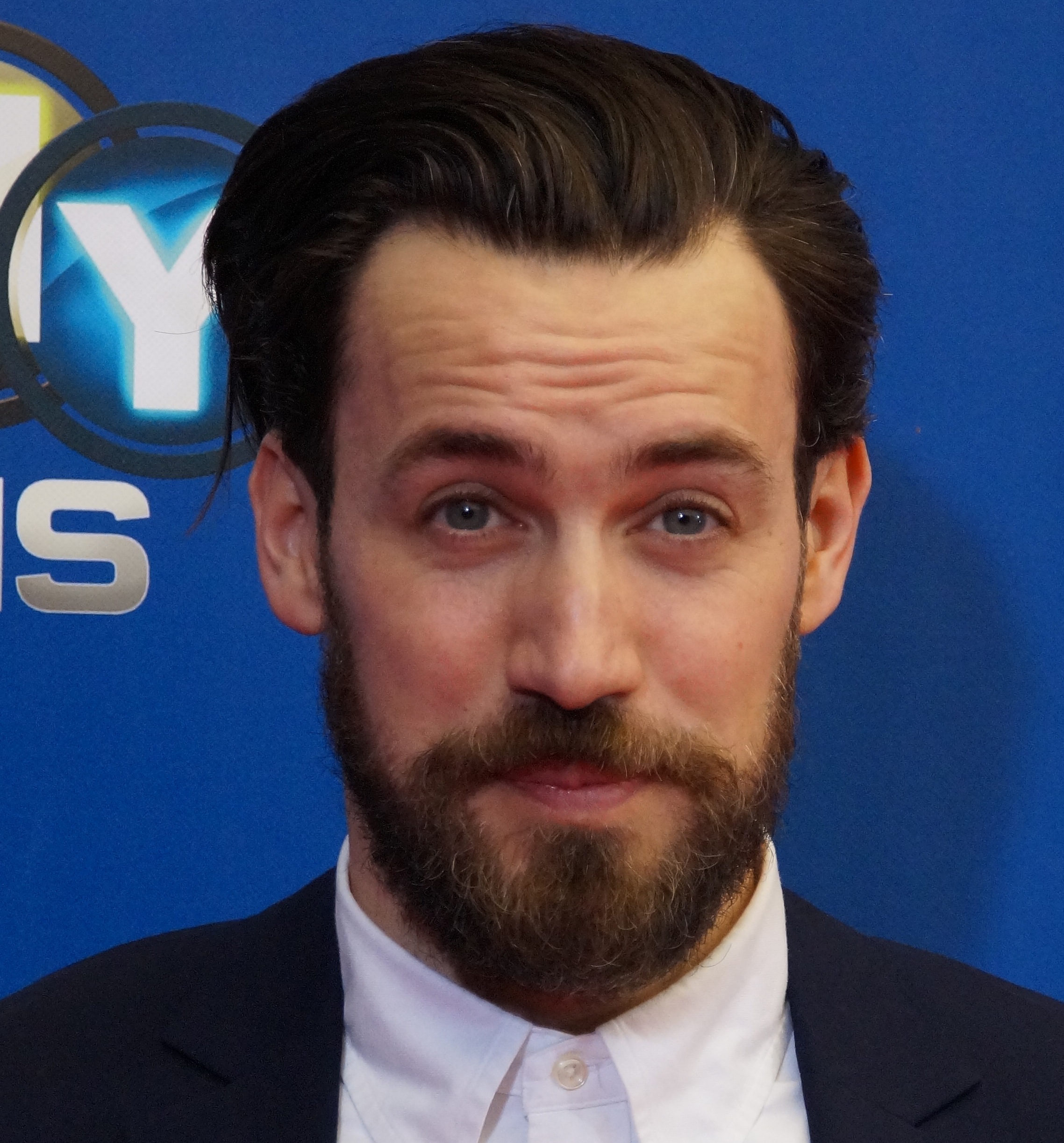
Jan Köppen, Moderator seit 2021

Der Moderator kommt mit einem abwärts fahrenden, gläsernen Aufzug auf die Bühne, die angekündigten „30 Single-Ladies“ steigen paarweise eine Treppe abwärts und stellen sich hinter Pulte mit Buzzern. Der Moderator stellt den Single-Frauen vorab einige Fragen über Kriterien oder Erlebnisse bei der Partnersuche. Der stets bildhaft vom Moderator angekündigte erste Single-Mann (z. B. „Hier ist der Fuchs, der sich eine von den 30 Gänsen stehlen möchte“) darf nun per Aufzug zu einem Lied seiner Wahl die Bühne betreten und sich mit Namen und Wohnort vorstellen. Mit dem Motto „Ist er euer Mann, lasst die Lampe an. Drückt ihr aus, seid ihr raus.“ gibt der Moderator nun das Kommando für die erste Buzzer-Runde. In der zweiten Runde wird ein Video vom Mann gezeigt, in dem er sich detaillierter vorstellt. In Runde drei wird entweder ein zweites Video gezeigt oder der Mann führt eine Fähigkeit vor (z. B. aus den Bereichen Tanzen, Musizieren, Sport). Manchmal gibt es sowohl ein zweites Video als auch eine Vorführung. Hat sich ein Date ergeben, bleibt eine Kamera beim Paar und nimmt auf, wie es die Bühne verlässt und erste Worte miteinander wechselt. Nacheinander treten die Kandidaten zwei und drei auf.

## Specials
Am 9. und 30. Januar, 13. und 20. November 2021, 3. und 10. Dezember 2022 sowie am 2. Dezember 2023 wurden mit Take Me Out – Boys Boys Boys je zwei Spezialfolgen mit schwulen Männern ausgestrahlt. Am 1. und 8. April 2023 wurden erstmals auch zwei Folgen Take Me Out – Girls Girls Girls für lesbische Frauen ausgestrahlt.
Vom 13. Juli bis zum 3. August 2021, vom 17. August bis zum 29. November 2022 sowie vom 6. bis zum 13. Juli 2024 wurden drei Staffeln mit je vier Spezialfolgen namens Take Me Out XXL ausgestrahlt, welche die doppelte bzw. dreifache Länge hatten und schon um 20:15 Uhr ausgestrahlt wurden. Die zweite Staffel von Take Me Out XXL wurde vertretungsweise von Chris Tall moderiert, da Jan Köppen während der Aufzeichnungen aufgrund einer SARS-CoV-2-Infektion ausgefallen war. Auch die darauffolgende XXL-Staffel im Juli 2024 wurde von Tall moderiert.

## Hintergrund
Die ursprüngliche australische Sendung Taken Out wurde in Großbritannien als Take Me Out übernommen, worauf die deutsche Ausgabe basiert. Die Sendung wird in 32 Ländern produziert. Die chinesische Game-Show If You Are the One wurde als konkurrierendes Format entwickelt und basiert ebenfalls lose auf dem Taken Out Format, wurde aber nicht lizenziert. In Thailand gibt es auch eine Version für schwule Männer, von If You Are the One, mit dem Titel Take Guy Out Thailand.

## Ausstrahlungen
| Staffel                      | Episodenanzahl | Ausstrahlung RTL          | Ausstrahlung RTL          | Moderation   |
| Staffel                      | Episodenanzahl | Staffelpremiere           | Staffelfinale             | Moderation   |
| ---------------------------- | -------------- | ------------------------- | ------------------------- | ------------ |
| Staffel 1                    | 6 + Pilotfolge | 12. Januar 2013           | 22. März 2014             | Ralf Schmitz |
| Staffel 2                    | 7              | 6. August 2014            | 4. April 2015             | Ralf Schmitz |
| Staffel 3                    | 7              | 6. Februar 2016           | 2. April 2016             | Ralf Schmitz |
| Staffel 4                    | 7              | 4. Februar 2017           | 18. März 2017             | Ralf Schmitz |
| Staffel 5                    | 12             | 23. September 2017        | 17. März 2018             | Ralf Schmitz |
| Staffel 6                    | 14             | 15. September 2018        | 16. März 2019             | Ralf Schmitz |
| Staffel 7                    | 15             | 28. September 2019        | 21. März 2020             | Ralf Schmitz |
| Staffel 8                    | 14             | 12. September 2020        | 27. März 2021             | Ralf Schmitz |
| Boys, Boys, Boys Specials    | 2              | 9. und 30. Januar 2021    | 9. und 30. Januar 2021    | Ralf Schmitz |
| XXL-Staffel 1                | 4              | 13. Juli 2021             | 3. August 2021            | Jan Köppen   |
| Staffel 9                    | 14             | 2. Oktober 2021           | 2. April 2022             | Jan Köppen   |
| Boys, Boys, Boys Specials    | 2              | 13. und 20. November 2021 | 13. und 20. November 2021 | Jan Köppen   |
| XXL-Staffel 2                | 4              | 17. August 2022           | 29. November 2022         | Chris Tall   |
| Staffel 10                   | 14             | 17. September 2022        | 25. März 2023             | Jan Köppen   |
| Boys, Boys, Boys Specials    | 2              | 3. und 10. Dezember 2022  | 3. und 10. Dezember 2022  | Jan Köppen   |
| Girls, Girls, Girls Specials | 2              | 1. und 8. April 2023      | 1. und 8. April 2023      | Jan Köppen   |
| Staffel 11                   | 16             | 14. Oktober 2023          | 25. November 2023         | Jan Köppen   |
| Boys, Boys, Boys Specials    | 2              | 2. Dezember 2023          | 2. Dezember 2023          | Jan Köppen   |
| XXL-Staffel 3                | 4              | 6. Juli 2024              | 13. Juli 2024             | Chris Tall   |

Zuerst hatte am Valentinstag 2010 das Bayerische Fernsehen eine von Florian Weber moderierte Pilotfolge ausgestrahlt und das Format danach aufgegeben.
Im September 2020 wurde bekannt, dass Ralf Schmitz zum Jahreswechsel 2021 RTL verlassen und zu Sat.1 zurückkehren soll. Dennoch präsentierte er im Frühjahr 2021 eine letzte Staffel.

## Einschaltquoten
Insgesamt lagen die Einschaltquoten über dem durchschnittlichen Wert von RTL an Samstagabenden. Die erste Staffel wurde von durchschnittlich 2,83 Millionen Zuschauern verfolgt, was einem Marktanteil von 11,3 Prozent entsprach. Die dritte Staffel erreichte Rekordwerte. Die vierte Staffel erreichte im Durchschnitt mit 2,21 Millionen Zuschauern einen Marktanteil von 11,5 Prozent beim Gesamtpublikum und damit weniger als die beiden vorangegangenen Staffeln – eine Folge musste jedoch auch auf einen unüblichen Sendeplatz weit nach Mitternacht ausweichen.
Die erste Folge vom Boys, Boys, Boys - Special am 9. Januar 2021 erreichte im Durchschnitt mit 2,49 Millionen Zuschauern einen Marktanteil von 18,3 Prozent beim Gesamtpublikum.

## Rezeption
Der Sendung wird vorgeworfen, dass nicht das Zusammenbringen zweier Menschen im Vordergrund steht, sondern der Unterhaltungsfaktor:

„‚Take Me Out‘ ist so etwas wie aufgeblasenes Fernseh-Gruppen-Speed-Dating, nur dass einem 30 Frauen gleichzeitig einen Korb geben können. Dass es bei solchen Verkupplungsshows nur um die Show geht und weniger ums Verkuppeln, hatten wir ja schon geklärt und das wäre auch in Ordnung – wenn denn wenigstens die Show funktionieren würde. Das tut sie aber nicht. (…) ‚Take Me Out‘ ist so unterhaltsam wie ein Häschen-Witz und so notwendig wie ein drittes Nasenloch. Wer am Samstagabend um 23:00 Uhr zuhause sitzt und ‚Take Me Out‘ guckt, der schreibt entweder TV-Kritiken oder sollte sich vielleicht auch mal im Fernsehen nach dem Richtigen umsehen.“

Die Moderation von Schmitz wurde mit gemischten Reaktionen aufgenommen:

„Moderator Ralf Schmitz gibt zwar sein Bestes, dem Ganzen noch irgendeine Unterhaltungsrelevanz zu geben, kann der Show aber auch nicht ihren 1990er-Jahre-Privatfernsehen-Charme austreiben.“

„Ralf Schmitz, dem Flummi der deutschen Comedy-Szene, schaut man eigentlich gerne zu. Doch in ‚Take Me Out‘ benimmt sich der Impro-König wie ein Animateur auf einer drittklassigen Kreuzfahrt. Heizt das Publikum armfuchtelnd an, mit ihm im Chor die Spielregeln zu brüllen (‚Drückt ihr aus, seid ihr raus!‘). Und reißt fade Herrenwitzchen.“